# Röa (Türi)
Röa – wieś w Estonii, w prowincji Järva, w gminie Türi.